# (3839) Bogaevskij
(3839) Bogaevskij es un asteroide perteneciente al cinturón de asteroides, descubierto el 26 de julio de 1971 por Nikolái Stepánovich Chernyj desde el Observatorio Astrofísico de Crimea (República de Crimea).

## Designación y nombre
Designado provisionalmente como 1971 OU. Fue nombrado Bogaevskij en honor al pintor ruso soviético Konstantin Bogaevsky.